# 拉塞卡
拉塞卡，是西班牙卡斯蒂利亚-莱昂巴利亚多利德省的一个市镇。总面积66平方公里，2001年普查人口總數為1051人，人口密度為每平方公里16人。